# Francuska Misja Wojskowa w Jekaterynburgu
Francuska Misja Wojskowa w Jekaterynburgu (fr. Mission Militare Francaise en Iekaterinbourg) – jedna z alianckich misji wojskowych na terenie Rosji w okresie wojny domowej w tym kraju 1917–1921, wspierająca siły antybolszewickie.
Komendantem misji był Joseph Lasies, były członek francuskiego Zgromadzenia Narodowego.